# Palazzo Fabroni
Palazzo Fabroni è il museo di arte contemporanea della città di Pistoia.

## Storia
La collezione permanente di arte contemporanea si è costituita progressivamente, a partire dagli anni Ottanta del Novecento, con lasciti e donazioni di artisti del primo dopoguerra (Agenore Fabbri, Gualtiero Nativi e Mario Nigro) e degli anni successivi (Pop Art, Arte Povera, Minimal Art) i cui esponenti hanno donato una loro opera alla città in occasione di mostre antologiche ospitate in questa sede.
Il museo è parte del Sistema Metropolitano per l’Arte Contemporanea Firenze-Prato-Pistoia e aderisce all'Associazione Musei d’Arte Contemporanea Italiani.

## Collezione
Inaugurata nel 1997 attraverso la fusione di fondi di proprietà comunale, nuove acquisizioni e donazioni raccolte negli anni, la collezione museale di Palazzo Fabroni restituisce al visitatore un viaggio nel panorama artistico dell’arte contemporanea dal dopoguerra ai giorni nostri. Intorno al grande salone centrale a doppio volume del primo piano, dove primeggia sulle pareti la maestosa "Scultura d’ombra" di Claudio Parmiggiani, il percorso prende avvio con le sale che ospitano le opere dei pistoiesi Mario Nigro, Gualtiero Nativi e Agenore Fabbri. Nati a Pistoia ma attivi al di fuori dei confini toscani, hanno lasciato il segno a livello nazionale operando attivamente nelle correnti dell’Astrattismo e dell’Informale.
Interamente dedicata al pistoiese Fernando Melani è invece la sala in cui sono collocate opere di dimensioni maggiori e alcuni dei suoi particolari progetti artistici che non hanno trovato adeguato spazio nella casa-studio dell'artista sita in Corso Gramsci. Raffinato cultore della correnta dell’Astrattismo, Melani ha infatti percorso tutte le strade di questa corrente artistica, toccando Surrealismo, Neoplasticismo, Costruttivismo, Espressionismo Astratto, Minimalismo e Arte Povera.
L'itinerario museale prosegue lungo le sale che ospitano le opere donate al Comune di Pistoia da molti degli artisti intervenuti dal 1990 a Palazzo Fabroni con mostre personali o tematiche. Si tratta di un viaggio dall’Arte Povera al Concettuale, dalla Minimal Art alla Poesia visiva attraverso le opere di Roberto Barni, Bizhan Bassiri, Umberto Buscioni, Enrico Castellani, Giuseppe Chiari, Diego Esposito, Luciano Fabro, Alberto Garutti, Jannis Kounellis, Daniele Lombardi, Vittorio Messina, Nunzio, Claudio Parmiggiani, Alfredo Pirri, Renato Ranaldi, Gianni Ruffi, Daniel Spoerri e Marco Tirelli.
Nell’autunno del 2011 la collezione si è ulteriormente arricchita grazie alla donazione del fotografo Aurelio Amendola di undici ritratti fotografici di artisti da lui realizzati durante la sua carriera professionale. Alcuni di questi scatti (quelli raffiguranti Barni, Buscioni, Fabbri, Parmiggiani, Ruffi) sono stati selezionati e disposti per dialogare direttamente con le opere che di quegli stessi artisti sono presenti nella raccolta; agli altri (quelli di Burri, Castellani, De Chirico, Kounellis, Marini, Warhol) è dedicata un’intera sala al primo piano dell’edificio.
Il percorso si conclude con le immagini con cui Mario Carnicelli raccontò la partecipazione alle esequie di Palmiro Togliatti nell’agosto del 1964 e con l’installazione Underground nº 02, pensata "ad hoc" da Federico Gori per la sala del museo.

## Storia dell'edificio
La sua origine è attestata nell'inventario dei beni dello spedale del Ceppo redatto nel 1353, nel quale si parla di un “palasgio nella cappella di Sant'Andrea rimpetto alla chiesa”. 
Acquistato in quegli anni dalla famiglia pistoiese dei Dondori, l'edificio aveva le caratteristiche delle case-torri, con grossi pilastri in pietrame ed archi ribassati al piano terra, mentre sul retro, l'orto confinava con le mura della seconda cerchia della città. La famiglia vi abitò per quasi tre secoli, fino al 1620, quando fu costretta a vendere l'immobile agli eredi della famiglia Fabroni che vi abitarono fino ai primi anni dell'Ottocento, e a cui si deve probabilmente la completa ristrutturazione del palazzo. Con la morte dell'ultimo Fabroni, Carlo, che non aveva avuto eredi maschi, passò al genero, marchese Mazzarosa. Le figlie di lui, nel 1861 lo vendettero al comune per 23.520 scudi.
Dal 1861 al 1927 il palazzo fu sede degli uffici della sottoprefettura e dal 1928 al 1945 della Federazione pistoiese del Partito Nazionale Fascista. Dopo la seconda guerra mondiale ospitò per circa vent'anni una scuola media. Oggetto di un lungo ed accurato restauro, il palazzo è stato destinato dal 1990 a svolgere il ruolo di centro di arti visive contemporanee.

## Struttura architettonica
All'esterno la facciata riprende modelli architettonici del manierismo fiorentino, come evidenziano i tre ordini di finestre sormontati da diversi tipi di frontoni (triangolare a pianterreno, dove gli infissi sono ferrati, curvilineo al primo piano, ad arco spezzato, al secondo). Al centro il portone d'ingresso, rimaneggiato agli inizi del Novecento, è completato in alto da un frontone a linea curva e spezzata, per ospitare al centro lo stemma della famiglia, con i tre martelli sulla banda diagonale. 
Anche gli interni furono trasformati da una serie di interventi dei quali non è possibile ricostruire con esattezza la successione; ma è certo che fu conservata la maggior parte delle strutture portanti delle antiche case dei Dondori e del trecentesco “palagio” del Ceppo. 
La distribuzione dei vani appare infatti casuale e non corrispondente ai ritmi ed alla regolarità della facciata. Il primo piano risulta variamente ristrutturato e trasformato nella distribuzione interna degli spazi e dei soffitti in legno, più volte rifatti, come dimostra lo stesso salone centrale, ricavato alla fine dell'Ottocento. Importante il secondo piano, oggi collegato da una passatoia gettata sul salone, che, essendo molto sviluppato in altezza lo divideva in due parti. Proprio dalla passatoia si scoprono parti di mura, finestre in cotto, che forse erano dell'antico palagio. 
L'edificio comprendeva in origine, sul retro, un vasto giardino, che dava alla residenza cittadina il respiro di una villa di campagna. Sul giardino si spalanca oggi un portico continuo, con sovrastante balcone, oggi riproposto, sia pure in misura ridotta, anche in corrispondenza del secondo piano.